# Carole Bourquin
Carole Bourquin (* 1. Mai 1970 in Genf, Schweiz) ist derzeit als ordentliche Professorin für Pharmakologie an der Universität Genf tätig und forscht in den Bereichen klinische Pharmakologie, Onkologie und Immunologie.

## Werdegang
Carole Bourquin absolvierte ihr Medizinstudium und ihre Promotion in Genf. Im Jahr 2000 erlangte sie einen Ph.D. in Biologie mit ihrer Arbeit in der Abteilung Neurimmunologie am Max-Planck-Institut für Neurobiologie in München, bevor sie ihre Ausbildung in klinischer Pharmakologie an der Ludwig-Maximilians-Universität München abschloss. Der Titel ihrer Dissertation lautet: „Vaccination with DNA encoding a myelin autoantigen exacerbates experimental autoimmune encephalitis“. Parallel dazu baute sie in München ihre eigene Forschungsgruppe auf, um die Immuntherapie von Krebs zu erforschen. Darüber hinaus erwarb sie 2008 den deutschen Facharzttitel für Klinische Pharmakologie, 2009 den deutschen Facharzttitel für Immunologie und 2018 den schweizerischen Facharzttitel für Klinische Pharmakologie (FMH).
2011 kehrte sie als ordentliche Professorin für Pharmakologie an die Universität Freiburg in die Schweiz zurück, wo sie bald Vizepräsidentin des Departements für Medizin wurde. Sie war ausserdem am Freiburger Spital tätig, wo sie die Abteilung für klinische Pharmakologie gründete und leitete. Seit August 2016 ist Carole Bourquin ordentliche Professorin für Pharmakologie an der Universität Genf, wozu sie gemeinsam von der Mathematisch-Naturwissenschaftlichen Fakultät (Section des sciences pharmaceutiques) und der Medizinischen Fakultät (Département d'anesthésiologie, pharmacologie et soins intensifs) ernannt wurde. Ihre Forschungsarbeit im Bereich der Immunonkologie wurde vom Nationalfonds für wissenschaftliche Forschung, Oncosuisse und dem europäischen Forschungsprogramm Horizon 2020 unterstützt. Sie ist zudem Mitglied mehrerer wissenschaftlicher Netzwerke, darunter der nationale Forschungsschwerpunkt Bioinspired Nanomaterials und das europäische Netzwerk IMMUTRAIN.

## Publikationen
Carole Bourquin hat mehr als 100 Publikationen als Haupt- oder Co-Autorin verfasst. Laut Google Scholar wurden folgende wissenschaftlichen Publikationen von Bourquin mehr als 400-mal zitiert:
- Veit Hornung, Margit Guenthner-Biller, Carole Bourquin, Andrea Ablasser, Martin Schlee, Satoshi Uematsu, Anne Noronha, Muthiah Manoharan, Shizuo Akira, Antonin de Fougerolles, Stefan Endres, Gunther Hartmann: Sequence-specific potent induction of IFN-α by short interfering RNA in plasmacytoid dendritic cells through TLR7. In: Nature Medicine. Band 11, Nr. 3, 2005, S. 263–270, doi:10.1038/nm1191.
- Yiqing Yan, Wei Jiang, Thibaud Spinetti, Aubry Tardivel, Rosa Castillo, Carole Bourquin, Greta Guarda, Zhigang Tian, Jurg Tschopp, Rongbin Zhou: Omega-3 Fatty Acids Prevent Inflammation and Metabolic Disorder through Inhibition of NLRP3 Inflammasome Activation. In: Immunity. Band 38, Nr. 6, 2013, S. 1154–1163, doi:10.1016/j.immuni.2013.05.015.
- Verena J. Schüller, Simon Heidegger, Nadja Sandholzer, Philipp C. Nickels, Nina A. Suhartha, Stefan Endres, Carole Bourquin, Tim Liedl: Cellular Immunostimulation by CpG-Sequence-Coated DNA Origami Structures. In: ACS Nano. Band 5, Nr. 12, 2011, S. 9696–9702, doi:10.1021/nn203161y.
- Hendrik Poeck, Robert Besch, Cornelius Maihoefer, Marcel Renn, Damia Tormo, Svetlana Shulga Morskaya, Susanne Kirschnek, Evelyn Gaffal, Jennifer Landsberg, Johannes Hellmuth, Andreas Schmidt, David Anz, Michael Bscheider, Tobias Schwerd, Carola Berking, Carole Bourquin, Ulrich Kalinke, Elisabeth Kremmer, Hiroki Kato, Shizuo Akira, Rachel Meyers, Georg Häcker, Michael Neuenhahn, Dirk Busch, Jürgen Ruland, Simon Rothenfusser, Marco Prinz, Veit Hornung, Stefan Endres, Thomas Tüting, Gunther Hartmann: 5′-triphosphate-siRNA: turning gene silencing and Rig-I activation against melanoma. In: Nature Medicine. Band 14, Nr. 11, 2008, S. 1256–1263, doi:10.1038/nm.1887.